# Eremippus robustus
Eremippus robustus är en insektsart som beskrevs av Leo L. Mishchenko 1976. Eremippus robustus ingår i släktet Eremippus och familjen gräshoppor. Inga underarter finns listade i Catalogue of Life.